# Paulin Niboyet
Pour les articles homonymes, voir Niboyet.
Jean Alexandre Paulin Niboyet, né à Mâcon le 22 juin 1825 et mort le 11 juin 1906 à Meudon , est diplomate, journaliste, romancier, auteur de récits de voyages, il écrit sous le pseudonyme Fortunio.

## Biographie
Il est le fils de Paul Niboyet, avocat à Mâcon et d'Eugénie Niboyet née Mouchon, femme de lettres.

### Carrière diplomatique
Sa carrière diplomatique débute le 6 mai 1848, il est nommé par  Alphonse de Lamartine, au poste de chancelier, au consulat de France à Honolulu. ll la poursuit en occupant les mêmes fonctions à Leipzig, Séville, Stockholm, Algésiras, Sunderland. En qualité de consul il est ensuite  à Santiago de Cuba, (1869), Chicago (1870), Newcastle, Mannheim. Il termine sa carrière comme consul général de Lisbonne (1880). Il fournit de nombreux rapports  conservés  au Centre des  Archives diplomatiques qui nous éclairent sur les coulisses de la diplomatie française au travers des changements de régimes politiques de  l' époque.
Il parle 4 langues couramment.

### Écrivain et journaliste
Son œuvre littéraire  comprend des récits de ses voyages, des romans, des pièces de théâtre et des traductions. L'accueil de la critique est plutôt favorable. Ainsi la  Bibliothèque Universelle de Genève écrit en rendant compte  des Mondes nouveaux, voyage anecdotique dans l'Océan Pacifique, «M. Paulin est un aimable causeur, gai , spirituel, dont la verve défie et les ennuis d’une longue traversée et les contrariétés inséparables d’un voyage tel que le sien…. Il observe les mœurs, apprécie les institutions, et juge leur résultat avec sagacité, quoique paraissant toujours occupé de recueillir des anecdotes plutôt que des informations.  Son style enjoué donne de l’attrait au moindre détail. Ces Mondes nouveaux unissent l’intérêt du roman à celui du journal de voyage »
Il est membre de la Société des Gens de Lettres
Il est membre de la franc-maçonnerie, il adhère en 1865 à la Loge Palatine de Sunderland
Il est  aussi journaliste : à 21 ans Il fait ses débuts dans le journalisme en tant que rédacteur en chef de L’Oeil du Diable, furet des salons et des coulisses. En 1847 il dirige Les Tablettes de Paris, revue philosophique et littéraire du grand monde. Il collabore en 1848 au journal fondé par sa mère Eugénie Niboyet :  La Voix des Femmes. Il signe des chroniques artistiques et un feuilleton Droit des Femmes hier. En 1855 il reprend la plume et rédige des chroniques pour Le Journal de Dresde. Il écrira  dans de nombreux organes de presse : Le Messager de Paris ou Le Constitutionnel, Le Courrier de Paris, Le Temps…Il assiste en 1871 au grand incendie de Chicago et publie dans le journal Le Nord une  série d’articles qui rendent compte avec force du drame vécu : Chicago avant, pendant et après l’incendie. Après avoir pris sa retraite, il donne au journal La Patrie des articles sur la politique internationale, mais traite aussi de ses sujets de prédilection : le sauvetage en mer ou la marine marchande. Il n’abandonnera jamais le journalisme, ses dernières heures lui furent consacrées.

### Vie familiale
Paulin Niboyet se marie deux fois. La première fois en 1856, à Gibraltar avec  une anglaise Caroline Prudence Sears (1823-1893). Il a deux enfants avec elle : Henriette Susanne Elisa (née en 1858) et Eugénie , Caroline, Prudence  (née en 1859 ). Il divorce après quinze ans de querelles juridiques le 26 janvier 1880  et se remarie le 1er Février 1881 avec Stéphanie Wilhemine Leser (1855-1933), une jeune allemande de 30 ans plus jeune que lui et qu'il a rencontrée lors de son séjour à Mannheim, Ils auront  deux enfants l'aînée  est Pauline, Andrée Niboyet (1881-1937) épouse Otto Lutten dont elle a un fils Eric Lutten  et le cadet  Jean-Hippolyte Paulin Niboyet (1886-1952), juriste, spécialiste du droit international privé.

### Distinctions
Il est nommé Chevalier dans l'Ordre de la Légion d'honneur par décret du 26 octobre 1864

## Publications

### Récits de voyages
- Les Mondes nouveaux, voyage anecdotique dans l'Océan Pacifique, Paris, 1854, J. Renouard et cie, 309 pages lire en ligne
- Album Pittoresque de Stockholm, Paris, Leipzig, 1857[19]
- La Reine de l'Andalousie, souvenirs d'un séjour à Séville, Paris, 1858, 247 p. lire en ligne sur Gallica

### Romans
- Samuel, Paris, Juliot, 1851, roman 133 pages.
- La Chimère, Paris, et Leipzig, 1851, E. Dentu et Michelsen, 388 p. lire en ligne sur Gallica
- "Elim, histoire d'un poète russe"  Paris, Leipzig Michelsen,1852 avec une introduction par la Princesse Dash, réédité sous le titre Le Roman d'un prince russe, Paris, Dentu, 1877 lire en ligne
- Les Veillées de Noël. « Weinachts Bilder », Simples récits du foyer pour les petits et les grands, publié en Allemand et en Français, Leipzig, Michelsen 1854
- Les Enfants d’Israël, Bruxelles, Méline et Cans 1855, roman en 4 volumes, 1082 pages[20] Lire en ligne
- Le Roman d'une actrice, Paris, 1861, Dentu, 356 p. lire en ligne sur Gallica
- Les Amours de Geneviève, Paris, Dentu, 1862, roman 346 pages
- Les Femmes qui aiment, suivi de Martha , Paris, Dentu, 1869, roman 300 pages, vendu à 40 000 exemplaires[21] Lire en ligne
- La Lionne Amoureuse, Paris, Dentu, 1870, roman 374 pages, lire en ligne  Gallica
- La Pauvre Alsacienne, Paris, 1871, Roman, Revue La Patrie
- Le Roi du Jour, John Bull, Paris, Dentu, 1873, roman 464 p, lire en ligne
- La Dame de Spa, Paris,  Librairie la Société des gens de lettres, 1874, roman 359 pages, lire en ligne
- L’Américaine, Paris, Casimir Pont, 1875, roman 372 pages, lire en ligne
- Le Nouveau juif errant   Paris 1879 E. Dentu 439 [22] lire en ligne
- Dom Juan de Paris, Paris, Dentu, 1880, 372 pages, lire en ligne
- Le Roman d’une Anglaise, Paris, Dentu, 1882, roman 298 pages lire en ligne
- La Vierge de Belem, suivi de Les Extrèmes se touchent  Paris, Dentu, 1884, roman, 296 p lire en ligne
- Le Réincarné, Paris 1885, roman, Revue illustrée de la France

### Théâtre et spectacle musical
- Le Livre d'or, comédie en 1 acte, représentée pour la première fois à Spa, au théâtre de la Redoute, le 28 août 1860, publication : 1852 Librairie nouvelle, 1860 - 60 pages, lire en ligne
- L'amour. Légende en sept parties, musique de Louis Lacombe Représentée pour la première fois à Paris, le 2 décembre 1859 au Théâtre Saint-Marcel, publication : Paris, 1860, Librairie Nouvelle[23], 108 pages, lire en ligne
- Le Roman d’une actrice , Paris 1860, comédie, lire en ligne
- Une Voie Ferrée, Comédie en un acte, Dijon 1866
- Jane Hartley, Pièce en 5 actes , drame et comédie, 1877, pièce jouée au théâtre Molière à Bruxelles
- Les  Marionnettes Parisiennes, Paris  1878.
- Mercédès, Paris 1885, pièce en 5 actes, jouée au Théâtre Français de Bordeaux

### Histoire
- Les Rois de France, depuis la fondation de la monarchie jusqu'à nos jours, 1854, E. Schaefer
- La Cathédrale et l'Évéché de Viviers, Viviers Festival, 1905

### Traductions
- A.Menzel , Manuel d’architecture, Ed Halle, Leipzig, 1853,  Handbuch zur Beurteilung und Anfertigung  von Bauanschlägen. Traduction en français.
- Alfred de Bessé « L’Empire Turc… » 4e édition", 1854 [24]